# 304557 Welling
304557 Welling è un asteroide della fascia principale esterna. Scoperto nel 2006, presenta un'orbita caratterizzata da un semiasse maggiore pari a 2,917166 UA e da un'eccentricità di 0,060284, inclinata di 2,526595° rispetto all'eclittica.
Fa parte della famiglia di asteroidi Coronide.